# Aleksander Hirschberg

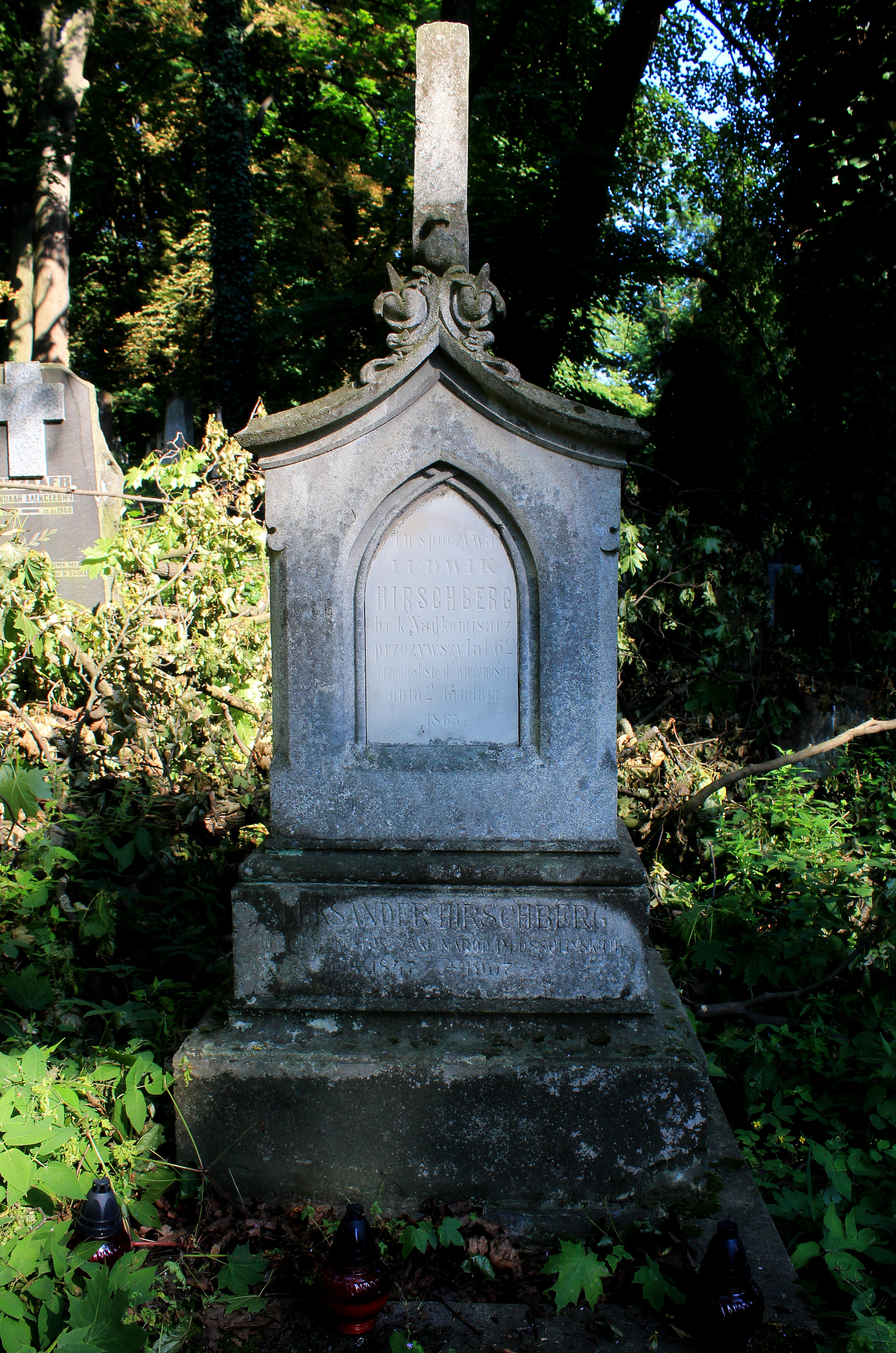
Grobowiec na cmentarzu Łyczakowskim we Lwowie

Aleksander Hirschberg (ur. 15 grudnia 1847 we Lwowie, zm. 27 lipca 1907 tamże) – historyk polski, profesor Uniwersytetu Lwowskiego, kustosz Zakładu Narodowego im. Ossolińskich we Lwowie, członek korespondent AU.

## Życiorys
Aleksander Ireneusz Hirschberg urodził się 15 grudnia 1847 we Lwowie w rodzinie urzędniczej pochodzenia niemieckiego. Jego ojciec, Ludwig Hirschberg v. Habenschwert (ok. 1804 - 2 grudnia 1865), był nadkomisarzem lwowskiej C. k. Dyrekcji Policji. Matka, Ludwika, wywodziła się ze szlacheckiej familii Wyhowskich. Ochrzczony został 28 grudnia 1847 w kościele św. Andrzeja (Bernardynów). Rodzicami chrzestnymi zostali krewni ze strony matki: Adam i Paulina Wyhowscy.
W 1865 ukończył gimnazjum we Lwowie, następnie studiował historię na Uniwersytecie Lwowskim (1866–1871). W 1871 rozpoczął praktykę w Zakładzie im. Ossolińskich pod kierunkiem Wojciecha Kętrzyńskiego; rok później obronił doktorat na uniwersytecie. W 1875 przeszedł na stanowisko sekretarza naukowego Zakładu, w 1876 został kustoszem. Także w 1875 habilitował się w dziedzinie historii Polski i został docentem w Katedrze Historii Nowożytnej Uniwersytetu Lwowskiego; w 1883 przeszedł do Katedry Historii Polski (dwa lata wcześniej bez powodzenia ubiegał się o objęcie tej katedry, przegrał jednak konkurs na stanowisko z Tadeuszem Wojciechowskim). W 1887 roku brał udział w założeniu Ligi Polskiej w Szwajcarii, której był członkiem. W 1903 został profesorem nadzwyczajnym. Na Uniwersytecie Lwowskim wykładał historię Polski od XV do XVIII wieku; ponadto w latach 1872-1875 wykładał historię nowożytną w C. K. Wyższej Szkole Realnej we Lwowie.
Członek korespondent Towarzystwa Muzeum Narodowego Polskiego w Rapperswilu od 1890. W 1903 został wybrany na członka-korespondenta AU (późniejsza PAU). W 1881 był jednym z założycieli (obok Jana Amborskiego) Towarzystwa Oświaty Ludowej, w latach 1882-1901 pełnił funkcję prezesa. Współpracował z organami towarzystwa, pismami „Nowinami” i „Chatą”. Uczestniczył w działalności politycznej; w latach 1876-1877 należał do radykalnej lwowskiej organizacji niepodległościowej – Konfederacji Narodu Polskiego. W późniejszych latach sympatyzował z ugrupowaniami ludowymi, w 1887 uczestniczył – wraz z Teodorem Tomaszem Jeżem – w obradach Ligi Polskiej i Skarbu Narodowego w Genewie.
W pracy naukowej zajmował się historią nowożytną Polski i Rosji oraz dyplomatyką. Badał życie i działalność przedstawicieli rodu Łaskich - Hieronima (wojewody sieradzkiego) i Jana (arcybiskupa gnieźnieńskiego, prymasa Polski). Wiele uwagi poświęcił Dymitrowi Samozwańcowi I; badał jego pobyt w Polsce, wyprawę moskiewską, wpływ na politykę wewnętrzną Polski. Wysunął teorię o pozaślubnym pochodzeniu Dymitra od Stefana Batorego oraz przedstawił własną hipotezę dotyczącą śmierci cara. Odnalazł wiele nieznanych i zapomnianych materiałów źródłowych dotyczących dymitriady, dokonał analizy listów i pamiętników towarzyszy wypraw Dymitra. Odbył serię podróży naukowych do Włoch, Szwecji, Niemiec, Turcji, Rosji, Grecji, Hiszpanii; efektem tych podróży było odkrycie licznych materiałów archiwalnych dotyczących historii Polski XVI i XVII wieku, a także dokładne spisy poloników zgromadzonych w Rikarkivet w Sztokholmie i bibliotece uniwersyteckiej w Uppsali.
Przygotował do wydania m.in. Dyaryusz legacyi Jerzego Ossolińskiego (1878), Zbiór pamiętników do historii powstania polskiego w 1830-31 (1882), Pamiętniki Stanisława Niemojewskiego z lat 1606–1608 (1899), dzienniki Jana Piotra Sapiehy (1901) i Wacława Dyamentowskiego (1901). Był autorem m.in. wspomnień z podróży Grecya. Wrażenia z podróży (1895), Z wycieczki naukowej do Szwecyi (1896), Hiszpania. Wspomnienia z podróży (1896). Ponadto ogłosił szereg prac naukowych, najważniejsze z nich:
- O życiu i pismach Justa Ludwika Decyusza, 1495-1549 (1874)[3]
- Kronika Klasztoru Trzemeszeńskiego i spominki o Łaskich (1877)[4]
- Stronnictwa polityczne w Polsce za Zygmunta I (1879)[5]
- Koalicya Francyi z Jagiellonami z roku 1500 (1882)
- Przymierze z Francyą w roku 1524. Ustęp z dziejów polityki polskiej za Zygmunta I (1882)[6]
- Hieronim Łaski (1888)[7]
- Dymitr Samozwaniec (1898)
- Polska a Moskwa w pierwszej połowie wieku XVII. Zbiór materiałów do historii stosunków polsko-rosyjskich za Zygmunta III (1901)
- Dla czego Polacy popierali drugiego Dymitra Samozwańca (1904)
- Maryna Mniszchówna (1906)[8]

Jego najbardziej znanym uczniem był Ludwik Finkel. Swój bogaty księgozbiór przekazał historykowi lwowskiemu Augustowi Paszudzkiemu. Pochowany został na cmentarzu Łyczakowskim we Lwowie.